# Verenigd Koninkrijk op het Eurovisiesongfestival 2008
Het Verenigd Koninkrijk nam deel aan het Eurovisiesongfestival 2008. Het land werd vertegenwoordigd door de zanger Andy Abraham met het lied Even if

## Selectieprocedure
De nationale finale, genaamd Eurovision:Your decision, deed dienst als de selectieprocedure. Terry Wogan en Claudia Winkleman presenteerden de finale.
Er waren 3 categorieën waaraan elk 2 liedjes deelnamen.
De jury koos in elke categorie een winnaar en Terry Wogan mocht nog een wildcard aanduiden.
In de halve finale namen 4 artiesten deel waarvan 2 doorstoten naar de finale.
Uiteindelijk won Andy Abraham met het lied "Even if.

## In Belgrado
In Servië moest het Verenigd Koninkrijk aantreden als 2de, net na Roemenië en voor Albanië. Op het einde van de puntentelling bleek dat ze op een vijfentwintigste en laatste plaats waren geëindigd met 14 punten.
België en Nederland hadden geen punten over voor deze inzending.

### Gekregen punten

#### Finale
| 12 punten | 10 punten | 8 punten  | 7 punten | 6 punten     |
| --------- | --------- | --------- | -------- | ------------ |
|           |           | - Ierland |          | - San Marino |
| 5 punten  | 4 punten  | 3 punten  | 2 punten | 1 punt       |
|           |           |           |          |              |

### Punten gegeven door Verenigd Koninkrijk

#### Halve Finale
Punten gegeven in de halve finale:
| 12 punten | Cyprus     |
| 10 punten | Turkije    |
| 8 punten  | Litouwen   |
| 7 punten  | Portugal   |
| 6 punten  | Zweden     |
| 5 punten  | Letland    |
| 4 punten  | IJsland    |
| 3 punten  | Albanië    |
| 2 punten  | Malta      |
| 1 punt    | Denemarken |

#### Finale
Punten gegeven in de finale:
| 12 punten | Griekenland |
| 10 punten | Letland     |
| 8 punten  | Turkije     |
| 7 punten  | Noorwegen   |
| 6 punten  | IJsland     |
| 5 punten  | Oekraïne    |
| 4 punten  | Polen       |
| 3 punten  | Denemarken  |
| 2 punten  | Frankrijk   |
| 1 punt    | Spanje      |

1957 · 1958 · 1959 · 1960 · 1961 · 1962 · 1963 · 1964 · 1965 · 1966 · 1967 · 1968 · 1969 · 1970 · 1971 · 1972 · 1973 · 1974 · 1975 · 1976 · 1977 · 1978 · 1979 · 1980 · 1981 · 1982 · 1983 · 1984 · 1985 · 1986 · 1987 · 1988 · 1989 · 1990 · 1991 · 1992 · 1993 · 1994 · 1995 · 1996 · 1997 · 1998 · 1999 · 2000 · 2001 · 2002 · 2003 · 2004 · 2005 · 2006 · 2007 · 2008 · 2009 · 2010 · 2011 · 2012 · 2013 · 2014 · 2015 · 2016 · 2017 · 2018 · 2019 · 2020 · 2021 · 2022 · 2023 · 2024 · 2025